# Последний белый человек
Последний белый человек — роман 2022 года пакистанского писателя Мохсина Хамида. Это пятый роман Хамида. Главные темы книги — любовь, утрата, перемены и идентичность. Роман «Последний белый человек» вошёл в длинный список номинантов на литературную премию Aspen Words 2023 года.

## Краткое содержание
В романе использована техника магического реализма, он повествует о белом человеке по имени Андерс, который однажды утром просыпается и обнаруживает, что его кожа стала темнее, а внешность стала другой, незнакомой. Вскоре всё больше людей начинают испытывать те же изменения, и общество оказывается разделённым и озадаченным вопросами о расе, привилегиях, потерях, любви, принадлежности.

## Похожие работы
В том же году, что и роман, Хамид опубликовал рассказ на ту же тему «Лицо в зеркале».